# 梅枝餅

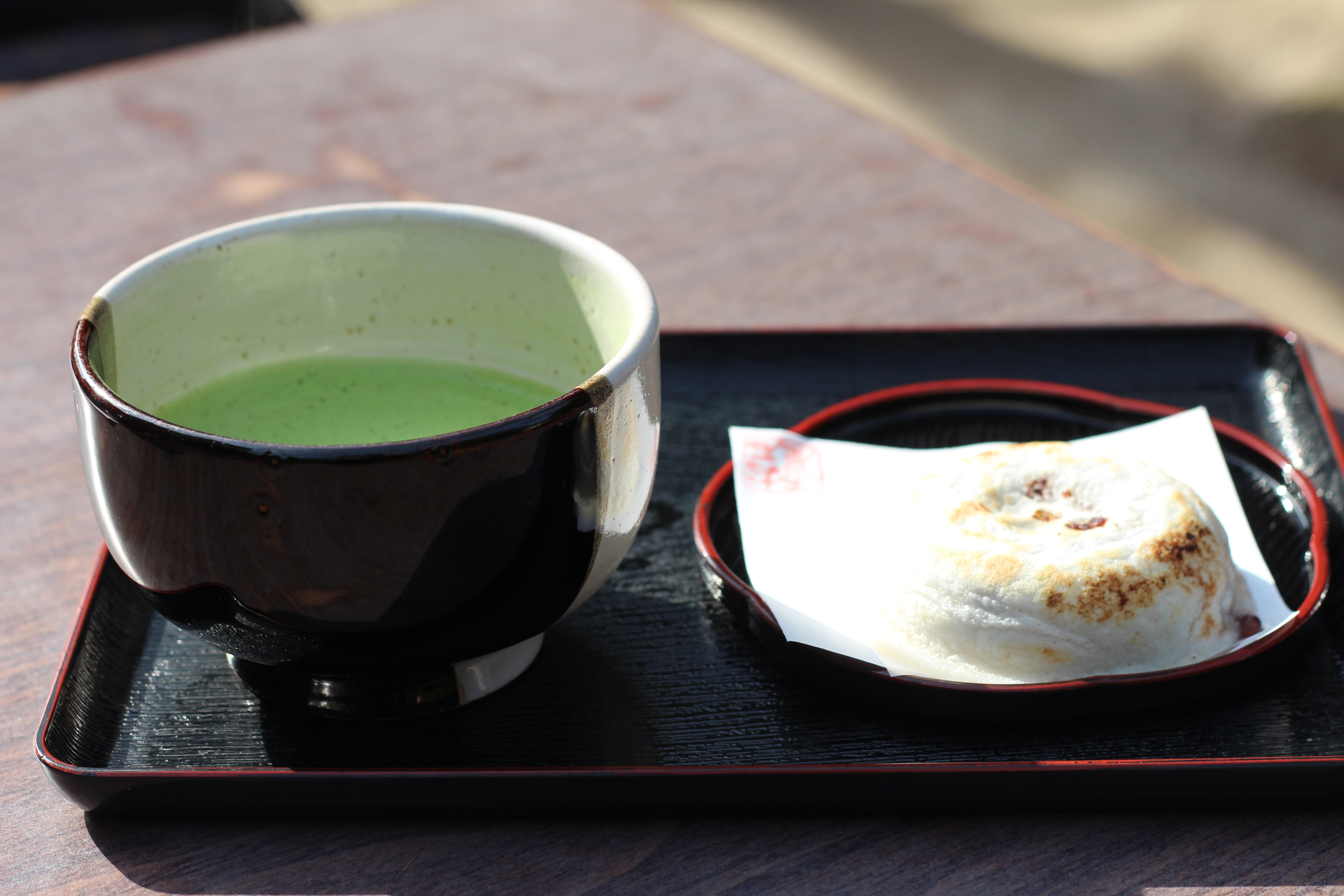
梅枝餅和抹茶

梅枝餅（日语：／ Umegae mōchi */?）為起源於日本福岡縣太宰府市的傳統和菓子。

## 概述
梅枝餅以混合糯米及粳米製成的餅皮包裹紅豆餡，並以刻有梅花圖樣的鐵板烘烤而成。成品表面中央留有梅花印記。此菓子之名稱源於祭祀道真的傳說，與梅子本身無直接關聯。

## 起源與歷史

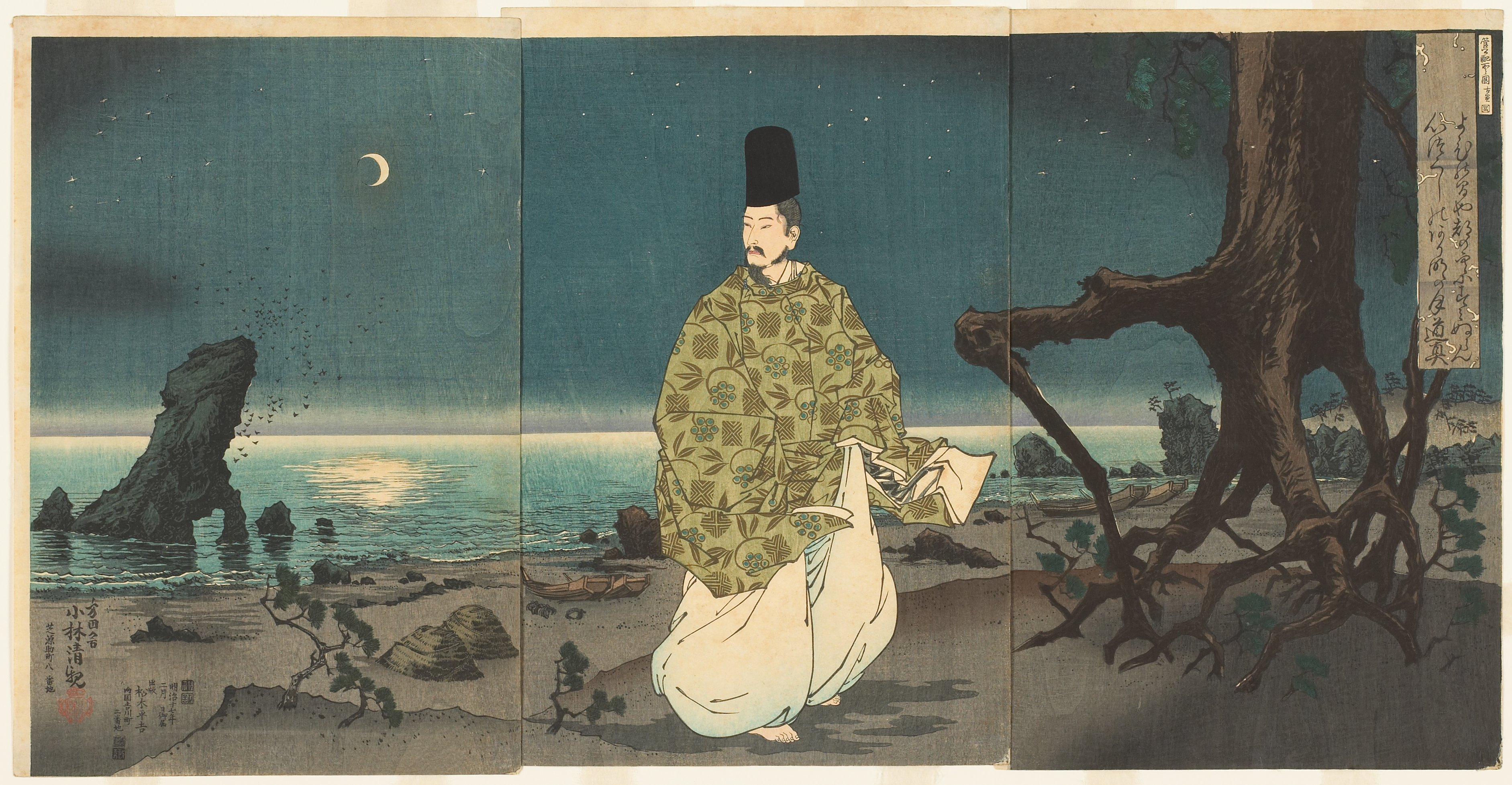
菅原道真

菅原道真為日本平安時代著名學者及政治家，官至右大臣。因與當時權臣藤原時平之間的政爭，被誣告謀反，於901年（延喜元年）被貶至大宰府任職。據傳，道真流放大宰府期間，當地一位老婦（後稱浄妙尼）為慰藉其心情，將糯米餅插於梅枝頂端，透過牢格傳遞。
太宰府天滿宮自古以來舉行之祭事中，梅枝餅亦作為供物出現。特別在每年3月25日（道真忌日）及6月25日（誕辰日）期間，販售混合艾草製成之特別版本，以示紀念。

## 類似菓子
福岡縣其他神社地區亦有販售類似製法之餅菓，如筥崎宮之「松枝餅」及十日惠比須神社之「惠比須餅」。此類產品與梅枝餅在製作手法上類似，但在名稱及販售文化上有所差異。

## 文化意義
梅枝餅被視為與學問之神菅原道真信仰緊密結合之象徵，並在當地社會中具有一定的文化地位，常見於合格祈願、初詣等活動中作為供奉或手信使用。